# Hymn Watykanu
Inno Pontificio (wł.) Hymn Papieski – hymn Stolicy Apostolskiej.
Marcia Pontificale Marsz religijny (pierwsza część utworu) został skomponowany przez Charles’a Gounoda (1818-1893). Utwór ten powstał na koronację papieża Piusa IX. Prawykonanie hymnu miało miejsce w 1869 roku z okazji rocznicowych święceń kapłańskich papieża Piusa IX. Wówczas na Placu św. Piotra odegrało go 7 połączonych orkiestr wojskowych. Jednak dopiero w 81 lat później został podniesiony do rangi hymnu. Oficjalnie został przyjęty przez Piusa XII w związku ze Świętym Rokiem 1950.
Słowa do marsza ułożył organista bazyliki św. Piotra, prałat Antonio Allegra (1905-1969). Te jednak zostały napisane w języku włoskim. W celu nadania hymnowi uniwersalnego charakteru ksiądz Antonio Lavagna napisał tekst w języku łacińskim. Inspirowaną biblijnymi tekstami o św. Piotrze Apostole. Pieśń pierwszy raz wykonano 16 października 1993 na 15-lecie pontyfikatu Jana Pawła II, przez chór radia niemieckiego z Lipska w Auli Pawła VI.
Wcześniej od 1857 roku oficjalnym hymnem Watykanu był Gran Marcia Trionfale skomponowany przez Viktorina Hallmayera, dyrygenta jednego ze stacjonujących we Włoszech pułków austriackich.

## Słowa Hymnu
Raffaello Lavagna
w języku łacińskim
O felix Roma– O felix Roma nobilis.

Sedes es Petri, qui Romae effudit sanguinem,

Petri, cui claves datae sunt regni caelorum.

Pontifex, Tu successor es Petri;

Pontifex, Tu magister es tuos confirmas fratres;

Pontifex, Tu qui Servus servorum Dei,

hominumque piscator, pastor es gregis,

ligans caelum et terram.

Pontifex, Tu Christi es vicarius super terram,

rupes inter fluctus, Tu es unitatis custos,

vigil libertatis defensor; in Te potestas.

Tu Pontifex, firma es petra, et super petram hanc aedificata est Ecclesia Dei.

O Roma felix – O Roma nobilis.
przekład na język polski
 
O Rzymie szczęśliwy, Rzymie dostojny!

Jesteś stolicą Piotra, który w Rzymie przelał krew,

Piotra, któremu dane zostały klucze Królestwa Niebieskiego.

Ojcze Święty, Ty jesteś Następcą Piotra;

Ty jesteś nauczycielem i utwierdzasz swoich braci;

Tyś sługą sług Bożych,

rybakiem ludzi, pasterzem owczarni,

Ty wiążesz niebo z ziemią.

Ojcze Święty, Ty jesteś Wikariuszem Chrystusa na ziemi,

skałą wśród wzburzonych wód, strażnikiem jedności,

czujnym obrońcą wolności; do ciebie należy władza.

Ty, Ojcze Święty, jesteś mocną skałą, a na tej skale zbudowany jest Kościół Boży.

O Rzymie  szczęśliwy, Rzymie dostojny.